# 生日花
生日花為一年中各日出生者的代表花，有隨各花而異的花語，可視為一種占卜。

## 特點
生日花中各花的常見度從極常見到極罕見皆有，如酢醬草、蒲公英、仙女鞋，而同一類名之花種會因樣貌不同而屢次出現，如聖誕玫瑰、黃玫瑰、法國玫瑰；野生水仙、白色石南、兩傘花、喇叭水仙。生日花中偶有同一種花同時為兩日以上之生日花，如聖誕玫瑰（一月二十一日、一月二十五日）。